# Polynema assamense
Polynema assamense is een vliesvleugelig insect uit de familie Mymaridae. De wetenschappelijke naam is voor het eerst geldig gepubliceerd in 2001 door Hayat & Singh.